# 이다 노다크
이다 노다크(독일어: Ida Noddack, 1896년 2월 25일 ~ 1978년 9월 24일)는 독일의 화학자이자 물리학자이다. 1934년 핵분열을 최초로 예견하였다. 결혼 전 성은 타케(Tacke)이었고, 남편인 발터 노다크와 함께 원자 번호 75 레늄을 발견하였다. 생전에 3회에 걸쳐 노벨 화학상 후보로 거명되었다.

## 성장과 학업
이다 타케(Ida Tacke)는 1896년 라크하우젠의 바절에서 태어났다. 그녀는 독일에서 화학을 전공한 최초의 여성들 가운데 한 명이다. 1921년 베를린 공과대학교에서 "고차 지방족 화합물의 지방산 무수물"에 대한 논문으로 박사 학위를 수여받았다. 당시 독일에서는 최초로 화학 전문직 여성이었다.
그녀는 1926년 화학자였던 발터 노다크와 결혼하였다. 이다와 발터는 결혼 전부터 스트라스부르 대학교에서 함께 일하는 사이였지만, 이다는 무급 연구원이었다.

## 핵분열
노다크는 엔리코 페르미가 1934년 제시한 핵 충돌 실험의 결과를 분석 비평하였다. 그녀는 논문 〈원자 번호 93에 대해〉에서 앤리코는 우라늄보다 무거운 원소가 없다고 하였지만, 그보다 무거운 초우라늄 원소가 생성될 수 있다고 주장하였다. 이 논문은 오늘날 최초로 핵분열을 예견한 것으로 평가된다. 노다크는 논문에서 "방사능을 조사한 초우라늄 원소의 핵은 몇 개의 동위 원소 핵으로 붕괴될 수 있을 것으로 보인다"고 언급하였다. 그러나 실험적 결과를 제시하거나 가능한 기술적 방법을 밝히지는 않아 노다크의 논문은 무시되었다.
1938년 이렌 졸리오퀴리와 파블레 사비크는 페르미와 유사한 실험에서 "이해하기 어려운" 결과를 얻었다. 실험에 쓰인 원소보다 원자량이 큰 원소가 검출될 것이다. 1938년 12월 17일 오토 한과 프리츠 슈트라스만은 초우라늄 원소가 바륨 동위 원소로 나뉘는 현상을 실험적으로 증명하였다. 오토 한은 리제 마이트너와 함께 우라늄 핵이 더 가벼운 원자핵들로 "붕괴"되는 것을 발견하였다. 유대계였던 리제 마이트너는 1938년 7월 독일에서 추방당하였고, 함께 추방당한 조카 오토 프리슈는 프리츠 칼카르와 닐스 보어에게 마이트너의 물방울 가설을 설명하였다. 물방울 가설은 1935년 조지 가모프가 제안하였던 것이기도 하다. 프리슈는 이 과정을 설명하면서 처음으로 핵분열이란 용어를 사용하였다.

## 원소 발견
1925년 이다 다케와 훗날 그의 남편이 되는 발터 노다크는 물리 기술 연방 연구소에서 근무하면서 오토 베르와 함께 그 때까지 발견되지 않았던 원자 번호 75와 원자번호 43을 발견하였다고 발표하였다. 이들은 원자번호 75에 대해 라늄, 원자번호 43에 대해서는 만슈륨(Masurium)이라는 이름을 붙였다. 학계 검토에서 원자 번호 75 라늄은 그 발견이 인정되었으나 원자 번호 43은 거절되었다. 원자 번호 43은 1937년 에밀리오 세그레와 카를로 페리에르가 핵분열 부산물에서 인공적으로 만들어진 것임을 발견하였다. 이 원소는 오늘날 테크네튬으로 불린다. 원자 번호 43은 드미트리 멘델레예프가 주기율표를 발표하면서 예견하였던 원소로 핵물리학의 입자 발견 시기에 경쟁적으로 찾던 물질이다.

## 노벨상 후보
이다 노다크는 1933년, 1935년, 1937년의 세 번에 걸쳐 노벨 화학상 후보로 거명되었다.

## 만년
1935년 이다는 남편과 함께 스트라스부르 대학교의 교수로 재직하였다. 제2차 세계대전이 끝난 뒤 알자스에 속해 있던 스트라스부르는 프랑스령이 되었다. 이다는 독일로 돌아간 뒤 몇년간 터키에 머물렀다. 1956년 부부는 독일로 귀환하여 국립 지구 화학 연구소에서 재직하였다. 이다 노다크는 1968년 은퇴하였다. 1969년 소련 아카데미(현 러시아 과학 아카데미)는 멘델레예프 주기율표 발표 1백주년을 맞아 이다 노다크를 초청하였다.
이다 노다크는 1978년 9월 24일 사망하였다. 부부 사이에 자녀는 없었다.

## 참고 문헌
- Tacke, Ida, and D. Holde. 1921. Über Anhydride höherer aliphatischer Fettesäuren. Berlin, TeH., Diss., 1921. (On higher aliphatic fatty acid anhydrides )
- Noddack, Walter, Otto Berg, and Ida Tacke. 1925. Zwei neue Elemente der Mangangruppe, Chemischer Teil. [Berlin: In Kommission bei W. de Gruyter]. (Two new elements of the manganese chemical group)
- Noddack, Ida, and Walter Noddack. 1927. Das Rhenium. Ergebnisse Der Exakten Naturwissenschaften. 6. Bd. (1927) (Rhenium)
- Noddack, Ida, and Walter Noddack. 1933. Das Rhenium. Leipzig: Leopold Foss. (Rhenium)
- Noddack, Ida (1934). Über das Element 93. Angewandte Chemie. 47(37): 653-655. (On Element 93).
- Noddack, Walter, and Ida Noddack. 1937. Aufgaben und Ziele der Geochemie. Freiburger wissenschaftliche Gesellschaft, Hft. 26. Freiburg im Breisgau: H. Speyer, H.F. Schulz. (Tasks and goals of Geochemistry)
- Noddack, Ida, and Walter Noddack. 1939. Die Häufigkeiten der Schwermetalle in Meerestieren. Arkiv för zoologi, Bd. 32, A, Nr. 4. Stockholm: Almqvist & Wiksell. (The frequency of heavy metals in marine animals)
- Noddack, Ida. 1942. Entwicklung und Aufbau der chemischen Wissenschaft. Freiburg i.Br: Schulz. (The development and structure of chemical science)